# Just a Girl
«Just a Girl» es una canción escrita por Gwen Stefani y Tom Dumont para el tercer álbum de la banda estadounidense No Doubt, Tragic Kingdom (1995). La canción fue lanzada en 1995 como el primer sencillo y alcanzó el puesto #23 en el Billboard Hot 100.
"Just a Girl", fue transmitido por primera vez el programa de radial Californiano Ska Parade. También apareció en la película Clueless y los créditos de apertura de Romy and Michele's High School Reunion

## Video musical
El video musical fue dirigido por Mark Kohr.
El video comienza con los miembros de la banda cargando un coche plateado con el equipo de grabación. Gwen Stefani se encuentra cantando al frente de un coche rojo dañado. Se ve a Tom Dumont, Gwen Stefani y Tony Kanal sentado en los asientos traseros. La banda llega a un edificio donde Stefani entra al baño de damas, llevando un boombox, y el resto de la banda entra en el de caballeros, llevando altavoces, instrumentos y equipos eléctricos. El baño de las señoras está limpio, bien decoradas y bien equipadas con flores, frutas y dos asistentes femeninas. El baño de caballeros es oscuro, sucio y paredes desnudas. Los hombres instalan y tocan sus equipos en el de caballeros, mientras Stefani canta en el de damas. Varios hombres y mujeres entran en sus respectivos cuartos de baño, los hombres utilizan los urinarios y las mujeres comprueben su maquillaje, antes de bailar con la banda. Con el tiempo, los hombres salen a levantar uno al otro a través del techo para entrar en el otro cuarto de baño y el video termina con todo el mundo a bailar juntos en las señoras.

## Versiones
- El dúo country Bomshel grabó una versión de su álbum de 2009 debut Fight Like a Girl.
- Miranda Cosgrove cantó una versión en su 2011 Dancing Crazy Tour.
- Florence + The Machine realizó un cover de esta canción en 2023 para la segunda temporada de la serie de Showtime Yellowjackets.

## Lista de canciones
CD sencillo Americano
1. «Just a Girl» – 3:31
2. «Different People» – 4:38
3. «Just a Girl» (video)

CD sencillo Europeo
1. «Just a Girl» – 3:32
2. «Just a Girl» (en vivo en Londres, RU) – 5:39
3. «Don't Speak» (en vivo en Hamburgo, Alemania) – 5:28
4. «Hey You» (en vivo en La Haya, Países Bajos) – 3:20

CD sencillo Alemán
1. «Just a Girl» – 3:29
2. «Different People» – 4:34
3. «Open the Gate» – 3:38

## Posicionamiento en listas
| Listas (1996)                                 | Mejor posición |
| --------------------------------------------- | -------------- |
| Australia ARIA Charts                         | 3              |
| Belgian Ultratop 50                           | 37             |
| Canadá RPM Alternative 30                     | 25             |
| Dutch Mega Top 50                             | 14             |
| New Zealand RIANZ Singles Chart               | 9              |
| Norwegian Singles Chart                       | 4              |
| Swedish Singles Chart                         | 14             |
| Estados Unidos Billboard Hot 100              | 23             |
| Estados Unidos Pop Songs (Billboard)          | 24             |
| Estados Unidos Modern Rock Tracks (Billboard) | 10             |
| UK Singles Chart                              | 38             |
| Listas (1997)                                 | Mejor posición |
| Austria Top 40                                | 21             |
| French Singles Chart                          | 28             |
| German Singles Chart                          | 24             |
| Swiss Singles Top 100                         | 31             |
| UK Singles Chart                              | 3              |

| País (1996)                        | Posición |
| ---------------------------------- | -------- |
| Estados Unidos (Billboard Hot 100) | 68       |
| Nueva Zelanda                      | 25       |

## Certificaciones
| País           | Organismo certificador | Certificación | Unidades certificadas / Ventas |
| -------------- | ---------------------- | ------------- | ------------------------------ |
| Australia      | ARIA                   | Platino       | 70 000                         |
| Estados Unidos | RIAA                   | 2× Platino    | 2 000                          |
| Nueva Zelanda  | RIANZ                  | Platino       | 30 000                         |
| Noruega        | IFPI (Noruega)         | Oro           | 5 000                          |
| Reino Unido    | BPI                    | Plata         | 200 000 / 222 000              |